# No Man's Land (chanson)

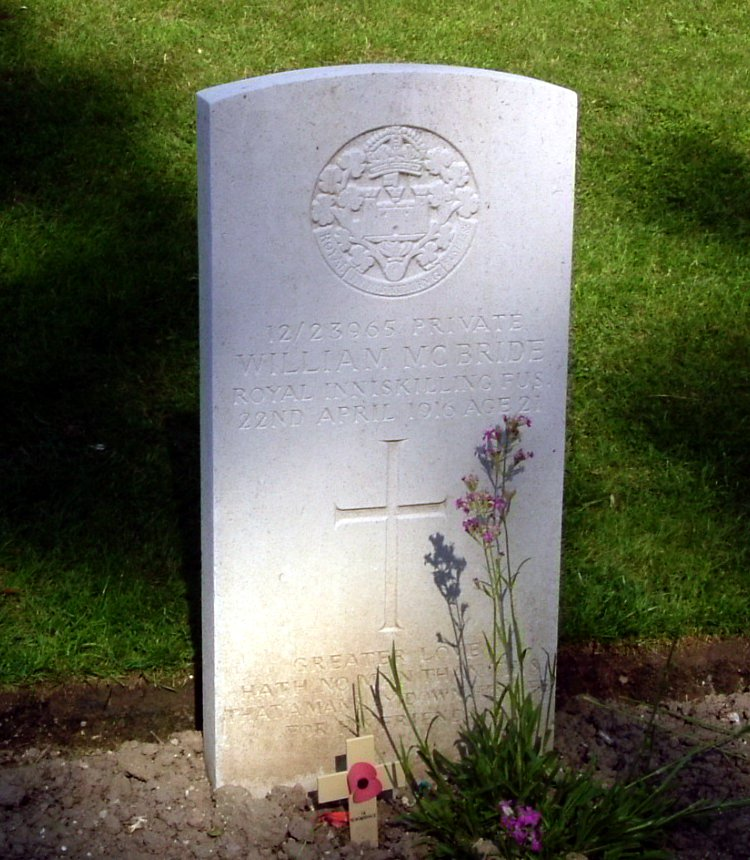
La pierre tombale d'une personne nommée "Willie McBride", décédée en 1916.

Pour les articles homonymes, voir No man's land (homonymie).
No Man's Land (aussi connue sous le nom de The Green Fields of France et Willie McBride) est une chanson écrite en 1976 par l'auteur-compositeur australien d'origine écossaise Eric Bogle, faisant référence à la tombe d'un jeune homme tué au cours de la Première Guerre mondiale. Son refrain cite deux titres d'airs à caractère militaire : The Last Post et The Flowers of the Forest.
Last Post est le nom de la sonnerie indiquant l'extinction des feux, elle est aussi utilisée par l'armée britannique et par les armées des « Dominions », et des anciennes colonies britanniques, en guise de « Sonnerie aux Morts ». Jouée chaque soir depuis 1919, sans interruption (même pendant l'occupation nazie) à Ypres (Belgique), sous l'arche monumentale portant gravés, les noms de tous les soldats britanniques morts durant la Première Guerre mondiale en Flandres, elle est aussi utilisée par l'armée belge pour cet usage.
The Flowers of the Forest est un hymne poétique traditionnel écossais, joué par une ou des cornemuses lors des obsèques d'un jeune mort prématurément ; cet air est donc aussi utilisé lors des funérailles des soldats écossais morts au combat.
« Cette chanson traite des cimetières militaires des Flandres et du Nord de la France. En 1976, ma femme et moi sommes allés dans trois des quatre cimetières militaires de cette région et nous y avons vu tous ces jeunes soldats enterrés là. » Eric Bogle.

## Qui était «Willie McBride»?
D'après la chanson, la pierre tombale du soldat Willie McBride, indique qu'il avait 19 ans lorsqu'il est décédé en 1916. Selon le Commonwealth War Graves Commission, huit soldats nommés « William McBride », et six autres connus sous les noms de « W. McBride », sont morts en France ou en Belgique lors de la Première Guerre mondiale, mais aucun d'entre eux ne correspond au soldat de la chanson. Seuls deux « William McBrides » et un « W. McBride » ont été tués en 1916 mais seul l'un d'entre eux peut être commémoré au Mémorial franco-britannique de Thiepval et n'a pas de pierre tombale. Les deux autres sont enterrés au cimetière militaire d'Authuile mais l'un était âgé de 21 ans et l'âge de l'autre reste inconnu. Ces trois soldats appartenaient à des régiments Irlandais.
Piet Chielens (nl), coordinateur du In Flanders Fields War Museum d'Ypres, en Belgique,[réf. nécessaire] et organisateur de concerts pour la paix dans les Flandres, a vérifié l'ensemble des 1,700,000 noms enregistrés par la Commonwealth War Commission. Il a trouvé pas moins de dix Privates "William McBride".[réf. nécessaire]
Trois de ces "William McBrides" sont tombés en 1916, deux étaient membres d'un régiment d'Irlande du Nord, la Royal Inniskilling Fusiliers, et sont morts sur le même champ de bataille au cours de la Bataille de la Somme en 1916. L'un avait 21 ans, l'autre 19. Chielens remarqua que "La loi du plus grand nombre bat même les inventions les plus poétiques".
Le Pvt. William McBride de 19 ans est désormais enterré au cimetière militaire d'Authuile, près d'Albert et de Beaumont-Hamel, où le régiment de la Royal Inniskilling Fusiliers fut déployé en tant que membre de la 29e Division.[réf. nécessaire]

## Enregistrements populaires
La chanson (reprise sous le nom de The Green Fields of France), fut un grand succès pour The Fureys et Davey Arthur dans les années 1980 en Irlande. Cependant, la mélodie et les paroles variaient légèrement avec le titre original d'Eric Bogle.

## Autres interprétations
- Celtic Tenors dans l'album So Strong
- The Chieftains
- Dropkick Murphys dans l'album The Warrior's Code
- The Clancy Brothers
- John McDermott
- Prussian Blue
- Skrewdriver
- The Men They Couldn't Hang
- Saga
- "Es ist an der Zeit" est une traduction allemande par Hannes Wader (1980)[1]
- The Handsome Young Strangers  dans l'album Shane Warne EP
- Clare Bowditch, Tim Rogers and Gotye
- Jake Burns dans l'album Drinkin Again
- June Tabor dans l'album Folk Anthology
- Renaud traduite en français dans l'album Molly Malone sous le titre "Willie McBride"
- the Fureys & Davey Arthur dans l'album The green fields of France
- Angelic Upstarts dans l'album 2,000,000 Voices
- Joss Stone et Jeff Beck pour le centenaire de la grande guerre
- The Corries